# Dorthe Ullemose
Dorthe Lynge Ullemose (født 24. september 1964, Ålborg) er en dansk politiker og pædagog, der repræsenterede Dansk Folkeparti i Folketinget samt i Svendborg Byråd.
Hun blev valgt ved Folketingsvalget 2015 med 2.670 personlige stemmer fra Fyns Storkreds. Hun stillede ikke op ved valget i 2019.

## Baggrund
Dorthe Ullemose er datter af ansat i Flyvevåbnet Kjeld Jensen og salgsassistent Hanne Lynge Jensen.
Hun er uddannet socialpædagog.

## Politisk karriere
Ullemose havde en forholdsvis kort politisk karriere før hun kom i Folketinget. Blot to år før havde hun meldt sig ind i Dansk Folkeparti. Hun var derefter blevet opstillet ved Kommunalvalget 2013 i Svendborg Kommune og modtog næstflest stemmer blandt Dansk Folkepartis kandidater i valgkredsen. Det fik hende i byrådet, hvor hun blev formand for Børn- og Unge-udvalget og næstformand i Udvalget for børn og unge.
Inden folketingsvalget havde Ullemose løjet sig yngre, med begrundelsen at hun ikke ønskede at blive fejret på sin 50 års fødselsdag. Da det blev opdaget, førte det til en del medieinteresse.
Som formand for Børn- og ungeudvalget i Svendborg kommune, kritiserede hun offentligt sine egne kollegaer og antydede at de anbragte unge på tilfældige grundlag. Denne sag fik hun tildelt en såkaldt næse og Svendborgs borgmester, Lars Erik Hornemann (V), opfordrede Dorthe Ullemose til at forlade sin post som udvalgsformand.
Umiddelbart efter at blive valgt ind i Folketinget, kom Dorthe Ullemose med en billedrig fortolkning af strømmen af flygtninge der på daværende tidspunkt var på flugt fra krig og forfølgelse i deres hjemlande. På hendes daværende hjemmeside ”Snak Snak”, skrev hun: ”Befolkningerne i Mellemøsten har helt mistet kamplysten og lader sig som kvæg drive op gennem Europa.”. Efterfølgende nægtede hun at have sammenlignet flygtninge med kvæg.
I kølvandet på terrorangrebet i København d. 14-15 februar 2015 foreslog Dorthe Ullemose at forøge politiets budget med 24,5 milliarder (en forøgelse på 398,8%). Hun kunne dog ikke forklare hvor pengene skulle komme fra.
I forbindelse med en række brandstiftelser på asylcentre i Sverige i 2015 udtalte Ullemose: "På et tidspunkt får folk nok. Især hvis man ikke bliver lyttet til. Og så udfører man handlinger, som man egentlig ikke har lyst til at gøre. Det er det, vi ser med afbrændingerne i Sverige lige nu. Man bliver desperat på et tidspunkt. Det må man forvente, når man ikke lytter", udtalen fik kritik fra Dansk Folkepartis partiledelse, ifølge partisekretær Poul Lindholm Nielsen mente Dansk Folkeparti: "Det er selvfølgelig ikke forventeligt. Sådan noget skal man ikke gå rundt og forvente".
Hun kom igen i mediernes søgelys i december 2015, da hun lavede en facebookopdatering om den omdiskuterede finanslov, hvor pensionister stod til at miste en stor del af deres boligydelse. Ullemose skrev "Det er lykkedes Dansk Folkeparti at få regeringen til at trække lovforslaget om beskæring af pensionisters boligydelse. Så dermed er det væk og det viste sig at finansministeriet havde regnet forkert," skriver hun på sin Facebook. Imidlertid var forslaget blot blevet udskudt til foråret 2016 og Ullemose kunne heller ikke redegøre for, hvor hun havde oplysningerne om en regnefejl i finansministeriet fra.
I 2018 kom det frem, at en falsk Facebook-profil, der støttede Dorthe Ullemose, angiveligt var oprettet af hendes datter.

## Redigering af egen artikel på Wikipedia
Den 1. november 2016 rapporterede Berlingske Tidende, at Dorthe Ullemose havde redigeret i wikipedia-artiklen om hende (denne artikel), hvor hun sammen med en medarbejder i Folketinget bl.a. slettede omtale af hendes bemærkninger i forbindelse med brandstiftelserne på de svenske asylcentre. "Det er fair nok at slette det, der stod, ellers synes jeg, at det bare var negative citater taget ud af en sammenhæng. Alle kan jo gå ind og skrive noget negativt, hvorfor skal man så ikke kunne gå ind og slette det" udtalte hun til Berlingske.

## Manipulation
Dorte Ullemose lavede i 2020 et opslag omkring barnebrude, dog vidste billedet sig ikke at være en gravid 12 årige pige, men en 9 årige brasiliansk pige med tarm sygdomme, dette er sket før i 2019 hvor hun lagde et billede op af hvad der skulle forstille barnebrude, men vidste sig at være, palæstinensiske børn sammen med brudgommen altså brudepiger.